# Thomas Doll
Thomas Jens Uwe Doll, född 1966 i Malchin i dåvarande Östtyskland, är en tysk fotbollsspelare och fotbollstränare.
Doll började som juniorspelare i FC Hansa Rostock och gjorde professionell debut i FC Hansa Rostock år 1983. 
I samband med att FC Hansa Rostock relegerades till andra divisionen DDR-Liga efter säsongen 1985-1986 sökte sig Doll till andra lag. Han hade bland annat möjlighet att flytta till SG Dynamo Dresden, men valde själv att flytta till BFC Dynamo för att kunna vara närmare familjen och eftersom han redan kände spelare där från juniorlandslaget, såsom Andreas Thom.
Doll skulle komma att bli en av BFC Dynamos bästa offensiva spelare. Tillsammans med Thom bildade han ett av de mest effektiva anfallsparen i Östtysk fotboll i slutet av 1980-talet. Han vann flera liga- och cuptitlar med BFC Dynamo. I DFV-Supercup (Östtyska supercupen) mellan BFC Dynamo och SG Dynamo Dresden år 1989 gjorde Doll två mål. BFC Dynamo vann cupen med 4-1. 
Efter murens fall skrev Doll på för Hamburger SV tillsammans med liberon Frank Rohde från BFC Dynamo. Efter en tid i Italien med spel i bl.a. SS Lazio återkom Doll till Hamburger SV. 
Doll var landslagsspelare för både Östtyskland och Tyskland.

## Meriter
- DDR-Oberliga: 1987, 1988
- FDGB-Pokal: 1988, 1989
- DFV-Supercup: 1989
- 29 A-landskamper för Östtysklands herrlandslag i fotboll
- 17 A-landskamper för Tysklands herrlandslag i fotboll
- EM i fotboll: 1992
  - EM-silver 1992